# Riccardo Montolivo
Riccardo Montolivo né le 18 janvier 1985, d'un père italien et d'une mère allemande, à Caravaggio, est un footballeur international italien évoluant comme milieu de terrain.

## Club

### Ses débuts
Montolivo a été formé dans l'école de jeunes talents de l'Atalanta Bergame
Il commence en équipe première le 11 septembre 2003 à 18 ans, sous le guide technique d'Andrea Mandorlini, lors de la saison de Série B 2003-2004 contre le Piacence en rentrant à la 81e en remplacement de Michele Marcolini, le match se termine sur le score de 0-0. Avec 41 présences, dont 21 comme titulaire et 4 buts il contribue à la montée en Série A. Il marque son premier en Série B le 7 décembre 2003, lors du match contre Bari et terminé sur le score de 2 buts à 0.
Durant, la saison 2004-2005, il fait ses débuts en Série A, lors du match nul 2-2 contre Lecce du 12 septembre 2004. Malgré 3 buts en 32 matchs lors sa saison première saison en Série A, son équipe se classe dernière dans le classement.

### ACF Fiorentina
En 2005, il rejoint le club de la Fiorentina, qui évolue en Serie A, en Italie. Il y sera transféré pour un montant de 3,5 millions d'euros.
Lors de la saison 2005-2006, il joue 20 matchs en championnat, dont 7 comme titulaire, et il marque son premier but avec la viola, contre Trévise.
En été de 2006 les violets rachètent l'autre moitié de son contrat pour 2 millions d'euros.
Lors de la saison 2006-2007, il conquiert une place de titulaire comme milieu central, en jouant au total 36 matchs de Série A dont 29 comme titulaire, et en marquant deux buts contre Ascoli et l'UC Sampdoria; avec son équipe, il obtient la qualification à la Coupe UEFA 2007-2008, malgré les 15 points de pénalisation dus aux sentences de Calciopoli. 
Lors de la saison 2007-2008 il joue 34 matchs en championnat, en marquant deux buts, contre Empoli et contre Cagliari. Il dispute 11 rencontres en coupe de l'UEFA, en marquant notamment un but contre Everton. La Fiorentina sort de la compétition en demi-finale, en perdant aux tirs au but face aux Glasgow Rangers.
Lors de la saison 2008-2009, Montolivo totalise 34 matchs en championnat, en signant son premier but, le 22 novembre 2008 contre l'Udinese Calcio. Après ce but, il signe aussi deux autres buts, contre la Sampdoria et Naples. Dans cette même année, il débute en Ligue des champions en jouant tous les matchs d'une tour qu'il conclut avec l'équipe violette à la troisième place. En Coupe UEFA, Montolivo et coéquipiers sont éliminés subitement par l'Ajax Amsterdam.
Il commence la saison 2009-2010 en jouant les préliminaires de la Ligue des champions contre le Sporting CP, la Fiorentina se qualifie pour les prochains tours. En championnat il totalise 36 matchs en marquant deux buts, les deux inscrits respectivement contre le Chievo Vérone et l'Atalanta Bergame. En Ligue des champions, il joue tous les 8 matchs, 6 comme titulaire, avant que la Fiorentina soit éliminée en huitièmes de finale face aux Bayern Munich; il paraphe son premier but dans la meilleure compétition UEFA pour club, contre le Debrecen. Le janvier de 2010, après les départs de Dario Dainelli et Martin Jørgensen, il devient le capitaine de l'équipe.
La saison 2010/2011 commence avec une blessure à la cheville. Après la huitième journée, dans le novembre suivant, il décide de se soumettre à une opération de propreté de la cheville en restant environ arrêté pour un mois et demi. Montolivo termine le championnat avec la Fiorentina en se classant à la 9e place en classement, avec 29 présences et deux buts, contre Palerme et Cesena.
Durant le mercato estivale de 2011, Montolivo est le centre de nombreuses rumeurs en Italie. En effet, le milieu de terrain est courtisé par de nombreux grands clubs européens.
Au début de la saison 2011-2012, le 16 septembre 2011, il communique à la Fiorentina définitivement de ne pas vouloir prolonger le contrat en échéance en 2012. Cette décision est motivée par sa volonté de jouer une équipe de grande importance. Il confie le brassard de capitaine à Alessandro Gamberini, avec Stevan Jovetić comme vice-capitaine. Cependant Montolivo conserve sa place de titulaire dans la formation violette. Le 27 novembre 2011, il atteint les 200 matchs en championnat avec le maillot de la Fiorentina.

### AC Milan
Le 12 mai 2012, Massimiliano Allegri, l'entraîneur du Milan AC annonce explicitement à la presse que le joueur sera milanais.
Il devient rapidement l'un des hommes clés de l'équipe. Décisif à plusieurs reprises durant cette saison 2012-2013. Depuis, Milan évolue constamment en 4-3-3, avec Montolivo placé devant la défense, au centre d'un trident. Il marque son premier but lors de la 10e journée où il inscrit un superbe but contre Palerme. Lors de la saison de la saison 2013-2014, après le départ de Massimo Ambrosini, il devient le nouveau capitaine du Milan AC.
Il n'arrive pas à retrouver son niveau à la suite de ses nombreuses blessures et annonce sa retraite le 13 novembre 2019.

## Équipe nationale
Avec les espoirs, il participe au championnat d'Europe espoirs en 2007. Lors de cette compétition organisée aux Pays-Bas, il joue quatre matchs. L'Italie se classe cinquième de la compétition.
Avec la sélection olympique, il participe aux Jeux olympiques d'été de 2008 organisés à Pékin. Lors du tournoi olympique, il joue quatre matchs, inscrivant un but contre le Honduras. L'Italie s'incline en quart de finale face à la Belgique.
Sa première sélection avec l'Italie a lieu le 17 octobre 2007, lors d'un match amical face à l'Afrique du Sud.
Il fait initialement partie de la liste des 24 joueurs retenus pour l'Euro 2008, mais Roberto Donadoni décide finalement de se passer de lui pour la liste des 23 joueurs. Deux ans plus tard, il est appelé en sélection nationale pour participer à la Coupe du monde 2010. 
Il marque son premier but avec l'Italie le 10 août contre l'Espagne, championne du monde 2010, en match amical, où l'Italie l'emporte sur le score de 2-1.
Sélectionner par Cesare Prandelli, Il participe également à Euro 2012, ou la Nazionale surprend après un mondial raté en Afrique du sud, notamment en battant l’Angleterre et l’Allemagne en phase finale de la compétition. L’Italie s’incline finalement sur un score de 4-0 lors de la finale de l’euro face à l’équipe national d’Espagne championne du monde et d’Europe en titre. 
Le 31 mai 2014, alors qu'il est titulaire en sélection, il se fracture le tibia gauche face à l'Irlande et se voit contraint de déclarer forfait pour la Coupe du monde 2014 au Brésil. Deux ans plus tard, il ne peut non plus participer à l'Euro 2016, en raison d'une blessure à un mollet.
De retour en sélection après cette compétition, il se blesse de nouveau le 6 octobre, lors d'un match de qualification pour la Coupe du monde 2018 opposant l'Italie à l'Espagne. Il est atteint d'une rupture du ligament croisé au genou gauche.

### Buts internationaux
Le tableau suivant liste les résultats de tous les buts inscrits par Riccardo Montolivo avec l'Equipe d'Italie.

## Statistiques
| Saison                | Club                  | Championnat           | Championnat | Championnat | Championnat | Coupe(s) nationale(s) | Coupe(s) nationale(s) | Coupe(s) nationale(s) | Compétition(s) continentale(s) | Compétition(s) continentale(s) | Compétition(s) continentale(s) | Compétition(s) continentale(s) | Italie | Italie | Italie | Total | Total | Total |
| Saison                | Club                  | Division              | M.          | B.          | P.d.        | M.                    | B.                    | P.d.                  | Comp.                          | M.                             | B.                             | P.d.                           | M.     | B.     | P.d.   | M.    | B.    | P.d.  |
| 2003-2004             | Atalanta Bergame      | Serie B               | 41          | 4           | 0           | 1                     | 0                     | 0                     | -                              | -                              | -                              | -                              | -      | -      | -      | 42    | 4     | 0     |
| 2004-2005             | Atalanta Bergame      | Serie A               | 32          | 3           | 0           | 6                     | 0                     | 0                     | -                              | -                              | -                              | -                              | -      | -      | -      | 38    | 3     | 0     |
| 2005-2006             | Atalanta Bergame      | Serie B               | -           | -           | -           | 2                     | 0                     | 0                     | -                              | -                              | -                              | -                              | -      | -      | -      | 2     | 0     | 0     |
| Sous-total            | Sous-total            | Sous-total            | 73          | 7           | 0           | 9                     | 0                     | 0                     | -                              | -                              | -                              | -                              | -      | -      | -      | 82    | 7     | 0     |
| 2005-2006             | ACF Fiorentina        | Serie A               | 20          | 1           | 0           | 2                     | 0                     | 0                     | -                              | -                              | -                              | -                              | -      | -      | -      | 22    | 1     | 0     |
| 2006-2007             | ACF Fiorentina        | Serie A               | 36          | 2           | 5           | -                     | -                     | -                     | -                              | -                              | -                              | -                              | -      | -      | -      | 36    | 2     | 5     |
| 2007-2008             | ACF Fiorentina        | Serie A               | 34          | 2           | 4           | 2                     | 0                     | 0                     | C3                             | 11                             | 1                              | 0                              | 1      | 0      | 0      | 48    | 3     | 4     |
| 2008-2009             | ACF Fiorentina        | Serie A               | 34          | 4           | 7           | -                     | -                     | -                     | C1+C3                          | 6+2                            | 0+0                            | 0+0                            | 8      | 0      | 0      | 50    | 4     | 7     |
| 2009-2010             | ACF Fiorentina        | Serie A               | 36          | 2           | 1           | 4                     | 0                     | 0                     | C1                             | 10                             | 1                              | 0                              | 7      | 0      | 0      | 57    | 3     | 1     |
| 2010-2011             | ACF Fiorentina        | Serie A               | 29          | 2           | 3           | -                     | -                     | -                     | -                              | -                              | -                              | -                              | 8      | 0      | 2      | 37    | 2     | 5     |
| 2011-2012             | ACF Fiorentina        | Serie A               | 30          | 4           | 3           | 3                     | 0                     | 0                     | -                              | -                              | -                              | -                              | 13     | 1      | 1      | 46    | 5     | 4     |
| Sous-total            | Sous-total            | Sous-total            | 219         | 17          | 23          | 11                    | 0                     | 0                     | -                              | 29                             | 2                              | 0                              | 37     | 1      | 3      | 296   | 20    | 26    |
| 2012-2013             | AC Milan              | Serie A               | 32          | 4           | 2           | 1                     | 0                     | 0                     | C1                             | 6                              | 0                              | 2                              | 13     | 1      | 1      | 52    | 5     | 5     |
| 2013-2014             | AC Milan              | Serie A               | 29          | 3           | 4           | 1                     | 0                     | 1                     | C1                             | 7                              | 0                              | 2                              | 8      | 0      | 0      | 45    | 3     | 7     |
| 2014-2015             | AC Milan              | Serie A               | 10          | 0           | 0           | 2                     | 0                     | 0                     | -                              | -                              | -                              | -                              | 2      | -      | -      | 14    | 0     | 0     |
| 2015-2016             | AC Milan              | Serie A               | 31          | 0           | 1           | 4                     | 0                     | 1                     | -                              | -                              | -                              | -                              | 3      | 0      | 0      | 38    | 0     | 2     |
| 2016-2017             | AC Milan              | Serie A               | 9           | 0           | 0           | 0                     | 0                     | 0                     | -                              | -                              | -                              | -                              | 2      | 0      | 0      | 11    | 0     | 0     |
| 2017-2018             | AC Milan              | Serie A               | 18          | 1           | 1           | 3                     | 0                     | 1                     | C3                             | 5                              | 2                              | 1                              | 0      | 0      | 0      | 26    | 3     | 3     |
| Sous-total            | Sous-total            | Sous-total            | 113         | 8           | 7           | 8                     | 0                     | 2                     | -                              | 15                             | 2                              | 4                              | 28     | 1      | 1      | 164   | 11    | 14    |
| Total sur la carrière | Total sur la carrière | Total sur la carrière | 405         | 32          | 30          | 28                    | 0                     | 2                     | -                              | 44                             | 4                              | 4                              | 65     | 2      | 4      | 542   | 38    | 40    |

## Caractéristique technique
Riccardo Montolivo est un milieu de terrain qui évolue généralement devant la défense doué techniquement et doté d'une bonne force mentale. C'est avant tout un mentor pour les jeunes de l'AC milan comme pouvaient l'être par exemple Andrea Pirlo ou Gennaro Gattuso.